# Rokas Jokubaitis
Rokas Jokubaitis (Mažeikiai, 19 de noviembre de 2000) es un jugador de baloncesto lituano que pertenece a la plantilla del Bayern de Múnich de la Basketball Bundesliga. Con 1,93 metros de estatura, juega en la posición de base.

## Trayectoria

### Inicios
Es un base formado en la cantera del Žalgiris Kaunas, con el que destacaría en los equipos base del club lituano. Rokas participaría en dos Adidas Next Generation Tournament y en el Basketball Without Borders, dos de los grandes eventos de categoría inferior. 
En el primer Adidas Next Generation Tournament, en la 2016-17, Rokas consiguió llevar al Zalgiris Kaunas al título, y además se alzó con el título de MVP, tras acabar la final ante Centrè Federal (62-57) con 18 puntos, 1 rebotes, 6 asistencias. 
Su segunda participación en el Torneo Adidas Next Generation Tournament fue en la temporada 2017-18, donde el Žalgiris Kaunas acabaría en tercera posición, promediando 15 puntos, 3,8 rebotes y 8,3 asistencias en 4 partidos.

### Profesional

#### Žalgiris
En 2019, formaría parte de la primera plantilla de Žalgiris Kaunas. En la temporada 2019-20, promedió 5,9 puntos, 1,1 rebotes, 3,5 asistencias en 8 encuentros disputados en la Lietuvos Krepšinio Lyga. Además disputó 8 encuentros de Euroliga, en los que promedió 8 puntos, 1,5 rebotes, 2,6 asistencias.

#### FC Barcelona
En julio de 2021 se oficializa su fichaje por el Fútbol Club Barcelona por cuatro temporadas. Rokas se presentó al Draft de la NBA de 2021, siendo elegido por los Oklahoma City Thunder en la posición número 34, siendo traspasado esa misma noche a los New York Knicks. Poco después, recibió el permiso del F.C. Barcelona para participar en la Liga de Verano de la NBA con los Knicks, participando en tres partidos de la competición.
En la Ronda 12 de la Euroliga 2021-22, anotó 15 puntos en la victoria frente a su ex-equipo el Zalgiris Kaunas, siendo su nuevo máximo de anotación en la competición. En la Jornada 17 de la competición europea, volvió a repetir máximo de anotación en la victoria en la prórroga contra el UNICS Kazan. En enero de 2022, firmó 16 puntos contra el Anadolu Efes, suponiendo un nuevo récord de anotación en Euroliga. En la final de la  Copa del Rey de 2022, anotó 9 puntos en el último cuarto, para un total de 12 en el partido, que ayudaron al Barça a imponerse al Real Madrid por 59-64. Tras finalizar la temporada regular de la Euroliga, fue elegido como mejor jugador joven de la competición con el galardón Euroleague Rising Star.

#### Maccabi Tel Aviv
El 24 de julio de 2024 se anuncia su fichaje por el Maccabi Tel Aviv de la BSL israelí.

#### Bayern de Munich
El 12 de agosto de 2025 firmó por tres temporadas con el Bayern de Múnich de la Basketball Bundesliga.

### Selección nacional
En septiembre de 2022 disputó con el combinado absoluto lituano el EuroBasket 2022, finalizando en decimoquinta posición.
Durante agosto y septiembre de 2023 fue integrante de la selección de Lituania que participó en el Mundial de 2023 celebrado en Asia, y que finalizó en sexto lugar.

## Logros y reconocimientos

### Clubes
- Copa del Rey (1): 2022
- Liga ACB (1): 2023
- Liga de Lituania (3): 2018-19, 2019-20 y 2020-21
- Copa del Rey Mindaugas (2): 2020 y 2021

### Consideraciones individuales
- Mejor Jugador Joven de la Liga de Lituania (1): 2020-21
- Mejor Quinteto Joven de la ACB (1): 2021-22
- Euroleague Rising Star (1): 2021-22